# Maud Menten

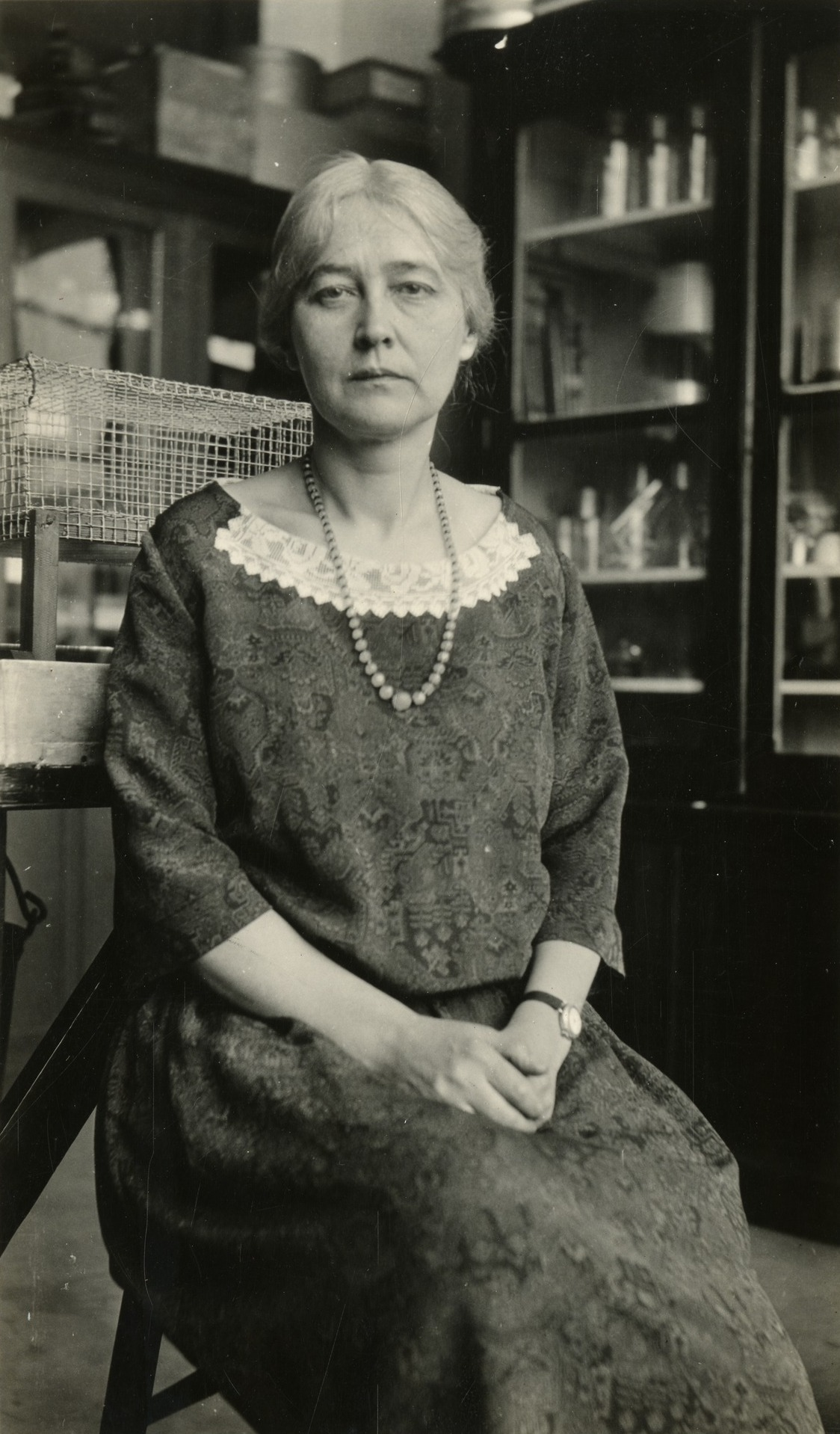
Maud Menten

Maud Leonora Menten (* 20. März 1879 in Port Lambton, Ontario; † 26. Juli 1960 in Ontario) war eine kanadische Medizinerin.

## Leben
Maud Menten war eine der ersten Frauen Kanadas, die ein Medizinstudium (University of Toronto, B.A. 1904, M.B. 1907, M.D. 1911) abschloss. Da zu dieser Zeit Frauen in Kanada keine Forschung betreiben durften, ging sie zunächst nach Chicago und dann 1912 nach Berlin, wo sie mit Leonor Michaelis arbeitete und 1916 in Naturwissenschaften promoviert wurde.
Maud Menten entwickelte gemeinsam mit dem deutschen Biochemiker Leonor Michaelis und basierend auf früheren Arbeiten von Victor Henri eine Theorie zur Enzymkinetik, die bis heute Henri-Michaelis-Menten-Kinetik genannt wird.
Sie arbeitete in der Pathologie der University of Pittsburgh (1923–1950), wo sie es zum Full Professor brachte, und als Research Fellow am British Columbia Medical Research Institute (1951–1953). Sie veröffentlichte zu vielen Themen der Medizin und Biochemie: Bakterielle Toxine, Charakterisierung von fetalem und adultem Hämoglobin, Regulation des Blutzuckerspiegels, Funktion der Nieren, und Krebs. Sie entwickelte eine Azofarbstoff-Reaktion zum Nachweis von alkalischer Phosphatase in der Histochemie, die auch heute noch benutzt wird.
Obwohl sie unter Arthritis litt, war sie auch als Malerin anerkannt; ihre Bilder wurden in mehreren Galerien ausgestellt.
1998 wurde sie postum in die Canadian Medical Hall of Fame aufgenommen.